# Cortegada

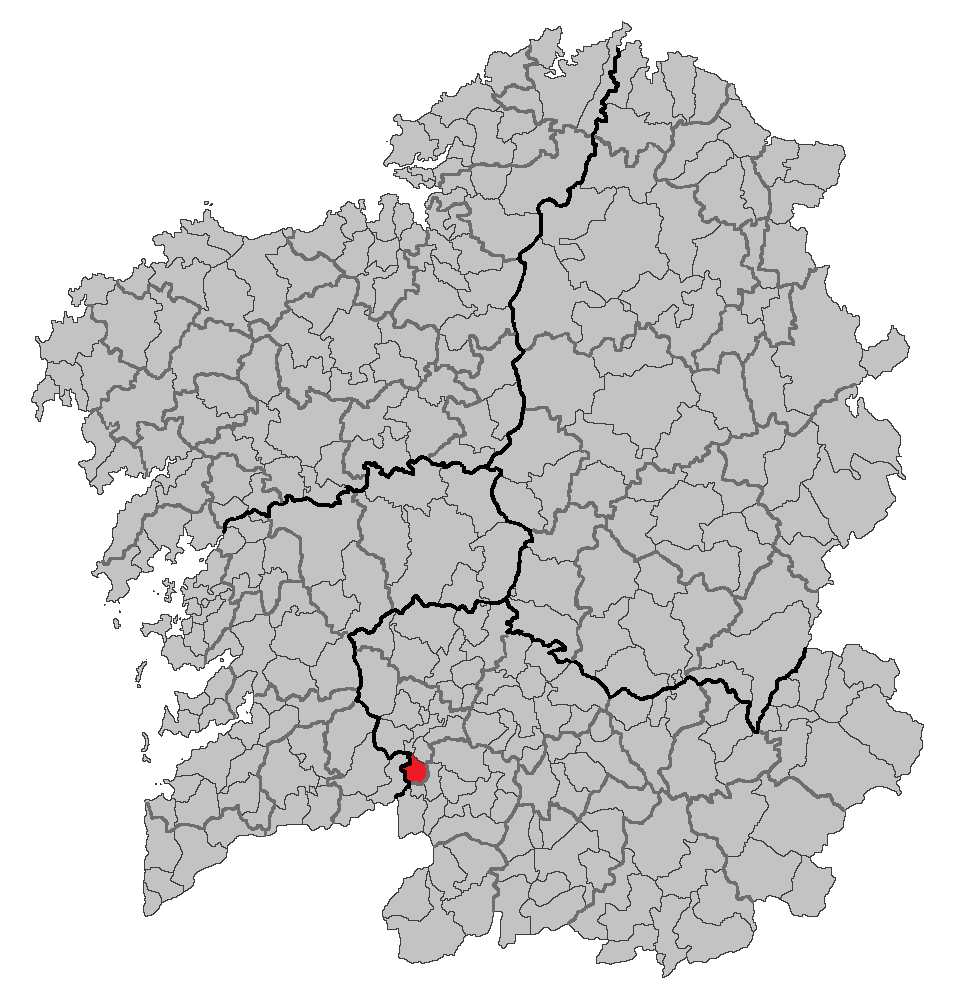
Situation in Ourense in Galicia

Cortegada là một đô thị trong tỉnh Ourense, Galicia, Tây Ban Nha. Dân số 1.407 (2004) và diện tích 27 km².